# Un buen trabajo: historias del cuerpo de bomberos de Nueva York
Un buen trabajo: historias del cuerpo de bomberos de Nueva York (título original: A Good Job: Stories of the FDNY) es un documental estadounidense de 2014, dirigido por Liz Garbus, musicalizado por Philip Sheppard, a cargo de la fotografía estuvo Maryse Alberti y los protagonistas son Alfred Benjamin, Steve Buscemi y Salvatore Cassano, entre otros. El filme fue realizado por HBO Documentary Films, Moxie Firecracker Films y Olive Productions; se estrenó el 8 de septiembre de 2014.

## Sinopsis
El actor Steve Buscemi, quien fue bombero de joven, brinda una mirada detallada acerca de cómo es ser bombero en Nueva York. Se pueden ver relatos en primera persona de exbomberos y otros que aún siguen activos, dando a conocer cómo es la vida en uno de los departamentos de bomberos más rigurosos del planeta.